# Bury me deep in love
Bury me deep in love is een lied dat werd geschreven door David McComb, de voorman van de Australische band The Triffids. De band bracht het in 1986 uit op een single met Baby can I walk you home op de B-kant.
De single kende in het Australische Kent Music Report nummer 48 als hoogste positie en nummer 34 in de Nieuw-Zeelandse Recorded Music NZ. Verder werd het ook in een groot aantal Europese landen uitgebracht. In 1987 belandde het in De eindafrekening, een jaarlijkse lijst van Studio Brussel van nummers die het in een jaar het beste hebben gedaan.
In 2001 brachten de twee Australische artiesten Kylie Minogue en Jimmy Little als gelegenheidsduo hun versie van het lied uit op het album A journey through the musical landscape Of 21st century Australia.